# Клеон I
Вижте пояснителната страница за други значения на Клеон.
Клеон I (11 988 – 12 038 г. от Г.Е.) е литературен герой и император на Галактическата империя в създадената от Айзък Азимов научнофантастична вселена на Фондацията.

## Биография
Поаледният представител на управлявалата над два века Ентунска династия е роден през 11 988 година от Г.Е. На престола Клеон се възкачва на двадесет и две годишна възраст през 12 010 г. Над четвърт вековното му управление остава запомнено като последния период, в който Галактиката е политически обединена и относително процъфтяваща. Самият император живее в почти пълна изолация в Имперския дворец на столицата Трантор и разчита на уменията на своя пръв министър Ето Демерцел, за да управлява Галактическата империя.
Срещата на Клеон с младия математик Хари Селдън през 12 020 г. се оказва ключова за галактическата история. Императорът е силно заинтригуван от създадената от Селдън идея за науката за изчисляване хода на бъдещето, наречена Психоистория, в която той вижда възможност за предотвратяване на размирици в империята. Стремежът за развиването на тази наука е стремително подкрепен от Демерцел, който посочва Селдън като най-подходящ да го наследи като първи министър, идея, възприета с огромно желание от Клеон.
Последните години от управлението си императорът прекарва съвместно с първи си министър Селдън в борба с антиимперски конспирации. През 12 038 г. Клеон I решава да възнагради градинаря Мандел Грубер за приноса му в предотвратяването на опит за убийство на Селдън като го повиши в Главен градинар на Имперския дворец. За свикналия да работи в единственото озеленено и намиращо се под открито небе място на Трантор градинар тази чисто административна длъжност е кошмар. Назначение предизвиква у него нервен срив, по време на който той успява за кратко да се добере до оръжие и да убие императора.
Клеон не оставя преки наследници, което довежда на власт военна хунта и принуждава оттеглянето на Хари Селдън от политическия живот. Тази драматична промяна хвърля Империята в продължителен период на хаос и нестабилност.